# Louis Varlet
Pour les articles homonymes, voir Varlet.
Louis Varlet, né le 19 septembre 1837 à Vailly (Aisne) et mort le 7 décembre 1895 à Remilly-Aillicourt (Ardennes), est un industriel et homme politique français. Il a notamment été député de l'arrondissement de Sedan entre 1889 et 1893.

## Biographie

### Famille et carrière professionnelle
Louis Varlet naît dans une famille de la petite bourgeoise commerçante. Orphelin de père dès ses deux ans, il effectue néanmoins des études secondaires. Elles lui permettent de préparer le concours d'entrée de l'École polytechnique. Reçu, il s'oriente vers l'École centrale des Arts et Manufactures dont il est diplômé ingénieur.
D'abord installé comme propriétaire agricole dans l'Aisne, il ne s'établit dans les Ardennes qu'à partir de son mariage. En 1868, il épouse à Remilly-Aillicourt, Marie-Louise Marée, la fille d'un filateur de laine cardée. Associé aux activités de son beau-père, il reprend l'entreprise qui devient la maison Varlet-Marée.
Comme industriel, Louis Varlet occupe des fonctions consulaires. À partir de 1884, il devient juge suppléant puis titulaire, en 1886, au tribunal de commerce de Sedan. Il en devient président entre 1889 et 1890.

### En politique
Louis Varlet est de sensibilité républicaine, et ce, dès avant 1870. Il commence sa carrière politique lors des élections municipales de janvier 1881 quand il est élu conseiller municipal puis maire de Remilly-Aillicourt. Deux ans plus tard, il est élu conseiller général du canton de Raucourt-et-Flaba. Il prend successivement ces deux sièges à Joseph-Marie Lamour, baron de Léocour, un libéral rallié à la République.
Louis Varlet perd néanmoins son mandat de conseiller général lors du renouvellement de juillet-août 1889 face à Gustave Thiriet, industriel à Raucourt. En dépit de cet échec, il se présente comme candidat républicain lors des législatives de l'automne. Il doit faire face à une candidature rivale de même tendance, celle d'Isaac Villain, qui a l'appui de républicains et de radicaux. Arrivé cependant en tête au premier tour, Varlet parvient à faire l'unité du camp républicain sur son nom. Grâce à une forte mobilisation des électeurs, il bat au second tour le fils de l'ancien député conservateur de l'arrondissement, Élisée-Louis de Montagnac. Élu député et proche de l'Union républicaine, il n'est pourtant inscrit à aucun groupe à la Chambre.
Au cours de son mandat, il perd le soutien du principal quotidien républicain des Ardennes, Le Petit Ardennais, de sensibilité radicale. Lors des élections législatives de 1893, celui-ci soutient la candidature d'Ollivet, industriel à Mouzon. Varlet a également face à lui un socialiste, Lassalle, et un autre républicain modéré, Philippoteaux. Mieux implanté, celui-ci le devance largement dès le premier tour. Cela pousse Varlet à se désister en sa faveur ce qui assure son élection.
Louis Varlet demeure maire de Remilly-Aillicourt jusqu'à sa mort en 1895. Louis (1868-1925), son fils unique, également industriel, prend sa suite. Celui-ci occupa également le siège de conseiller général de Raucourt-et-Flaba entre 1919 et 1925.

## Sources
- « Louis Varlet », dans le Dictionnaire des parlementaires français (1889-1940), sous la direction de Jean Jolly, PUF, 1960 [détail de l’édition]